# 反坦克武器
反坦克武器（英語：antitank weapon），也称反装甲武器，是指在設計上專門考慮對付坦克等装甲车辆的武器系統。其他能夠對坦克產生破壞力，但是設計上並非以此為主要目標或者是目的的不在這個範圍以內。

## 專門類
專門設計用於反坦克的武器包括：
- 反坦克步槍
- 反坦克炮，又稱戰防炮。
- 火箭弹发射器，輕型步兵反坦克武器。
- 反坦克火箭，無導引型態，專門用來對付裝甲目標的火箭，有別於反坦克飛彈。
- 火箭推進榴彈
- 無後座力炮，輕型的步兵火炮。

專門設計於反坦克任務的彈藥包括：
- 反坦克手榴彈，又稱反裝甲手榴彈、戰防手榴彈。
- 反坦克地雷，又稱反裝甲地雷、戰防雷。
- 反坦克飛彈，又稱反裝甲飛彈或者是戰防飛彈。
- 穿甲弹（AP）
- 黏著榴彈（HESH）
- 高爆反坦克彈（HEAT）

## 非專門類
- 各種大口徑火炮，利用彈藥的高爆炸力達到破壞的效果。
- 各種空用炸彈，利用炸彈的威力達到破壞效果。